# Яковлев, Михаил Ильич
Михаил Ильич Яковлев, одно из имён Вадим С. Яковлев (около 1891 — апрель 1941) — штабс-капитан артиллерии, был в Добровольческой армии и ВСЮР, командир Волчанского отряда (сентябре — октябре 1919), есаул, эмигрантский издатель, соучастник убийства П. Л. Войкова, участвовал в антифашистском сопротивлении в начале Второй мировой войны, погиб в Освенциме.

## Биография
В Польше и Франции он был известен под именем «Михаил Ильич Яковлев», но то, что это его подлинное имя, ставится под сомнение. 
По непроверенным сведениям окончил Воронежский кадетский корпус, а затем Михайловское артиллерийское училище. 
Участвовал в Первой мировой войне, к 1917 году дослужился до чина штабс-капитана или капитана. 
С конца 1918 года служил в «Волчанском конно-партизанском отряде», с сентября 1919 года командовал им и неоднократно отличался в боях при наступлении на Киев, а в начале 1920 г. в составе группы генерала Н. Э. Бредова отошел на территорию, занятую польскими войсками.
По мнению историка из Польши Ярослава Гданьского, именно по инициативе Яковлева были сформированы казачьи части на польской территории. Михаил Ильич Яковлев или иначе В. С. Яковлев, якобы был кубанским казаком и прибыл в Варшаву с Кавказа. «Отдельная сводно-казачья бригада» есаула Яковлева начала воевать против Первой Конной армии в середине августа 1920, войдя в состав 6-й польской армии. Она насчитывала 750 сабель в составе двух полков: 1-го Терского и 2-го Сводного Донского. В отличие от Балаховича, Яковлев настаивал на прямом подчинении польскому командованию и был произведён в полковники, хотя обстоятельства производства неясны.
7 августа 1920 года в боях под селом Комаровом бригада Яковлева действовала в авангарде соединения генерала Станислава Халлера. Там она столкнулась с основными силами 4-й советской кавалерийской дивизии Семёна Тимошенко. Под ударом превосходящего по численности противника ей пришлось уйти за реку Хучва. Яковлевкие казаки начали отступать к Замостью, но по пути нашли время совершить еврейский погром в Комарове, который был прекращён только благодаря вмешательству польских частей. В нём погибли примерно 15 человек.
29 августа яковлевцы соединились у Замостья к 31-м пехотным полком 10-й пехотной дивизии. В течение 3-х дней, до вечера 31 августа, они совместно с польской пехотой отбивали атаки казаков 1-й Конной. Затем в окрестностях Чесников Яковлев вместе с несколькими сотнями кавалеристов удачно контратаковал наступавшую на Замостье 6-ю кавалерийскую дивизию И. Р. Апанасенко. Согласно истории 31-го пехотного полка, Яковлев предпринял контратаку без приказа штаба 10-й дивизии, то есть самостоятельно, произнеся свою вошедшую в историю фразу: «Мне приказ — только Бог, а моим казакам — только я!».
Яковлев, построил свою бригаду на возвышающимся холме, тем самым заманил красных кавалеристов под огонь своих пулеметов. Достигшие строя яковлевцев красные были изрублены. Часть мобилизованных казаков, среди которых было немало прежде служивших у белых, разбежались. Штурм буденновцами Замостья не удался. После этого сражения 1-я Конная Армия оказалась под угрозой попасть в кольцо. Вскоре после этого боя яковлевская бригада существенно пополнилась и достигла численности 1200 сабель за счет перебежчиков и пленных.
Летом 1920 г. в чине есаула возглавил конную бригаду командир бригады в польской армии и в 3-й Русской армии, заместитель Булак-Балаховича по Русской Народной армии. Есаул. По другим сведениям осенью 1920 года Яковлев со своей бригадой присоединился к вооруженным силам УНР, не желая подчиняться Русской Народной Добровольческой армии Бориса Савинкова и Станислава Булак-Балаховича. Бригада Яковлева вместе с бригадой есаула Александра Ивановича Сальникова, бывшего командира из 1-й конной РККА, вошла в состав Сводной казачьей дивизии, которую возглавил Яковлев.
21 октября 1924 информатор ИНО ОГПУ сообщал из Ковно, что «есаул же Яковлев сам отказался» командовать в Беловежской противопартизанской группе Булак-Балаховича.
К 1927 году жил в Вильнюсе, где издавал русскую еженедельную газету «Новая Россия». Там он познакомился антибольшевистски надстроенным гимназистом Борисом Ковердой, уверил его в необходимости борьбы с большевиками любыми средствами, «в целесообразности ведения антибольшевистской террористической деятельности». «Мысль о возможности покушения на Войкова — писал позднее Коверда, поднималась в моих беседах с Павлюкевичем и Яковлевым всё чаще и чаще, и в конце концов, к началу 1927 г., я выразил желание совершить это покушение». Именно Яковлев передал Коверде маузер и 10 патронов к нему. Предполагалось, что предварительную разведку путей перемещения посла СССР в Польше Петра Войкова проведёт бывший подчинённый Яковлева по «Волчанскому отряду» Константин Шипчинский. Именно из пистолета Яковлева Войков был убит.
По крайней мере в 1932—1934 годах сотрудничал с польской разведкой как её агент во Франции, Бельгии и Германии. В 1932 году составил для поляков справку об украинском авантюристе Сергее Контантиновиче Моркотуне. А в 1934 году польская разведка не разрешила ему отпуск в Польшу и сократила жалованье, так как поставляемая им информация её не удовлетворяла.
Во время Второй мировой войны в 1939 году по поручению генерала Чумы создал так называемую специальную группу для проведения диверсионных акций и контрразведывательной деятельности. Яковлев имел в это время репутацию «отличного партизана и организатора». Согласно рапорту Станислава Славинского, Яковлев пытался лишить генерала Балаховича поста командующего добровольческой группой. Он в сопровождении своего адъютанта поручика Вальцева явился в штаб-квартиру генерала Балаховича на улице Литовской, д. 3 и, предъявил письменный приказ начальника отдела II при Командовании обороной Варшавы, позволявший ему арестовать генерала Балаховича, потребовал от ординарца Балаховича, ротмистра Гурского, отдать документы группы и ее печать. Но в это время прибыл с фронта сам генерал Балахович, который предъявил письменный приказ генерала Чумы, назначающий его командующим IV группой оперативной обороны Варшавы. По другим сведениям Яковлев участвовал в обороне Варшавы в составе отряда добровольцев, сформированного и находящегося под командой генерала Станислава Булак-Балаховича, и даже служил начальником его штаба.
Данные об акциях «спецгруппы» Яковлева очень скудны. Сообщалось, что Яковлев был участником антинемецкой подпольной группы, организованной генералом С. Булак-Балаховичем. Он был арестован немцами либо в апреле, либо летом 1940 года. Затем его отправили в концентрационный лагерь Освенцим, где он погиб при невыясненных обстоятельствах либо в апреле, либо в июле 1941 года.